# São Jorge do Ivaí
São Jorge do Ivaí este un oraș în Paraná (PR), Brazilia.